# Loge-Fougereuse
Loge-Fougereuse è un comune francese di 367 abitanti situato nel dipartimento della Vandea nella regione dei Paesi della Loira.

## Società

### Evoluzione demografica
Abitanti censiti